# Бігач (річка)
Бігач — річка в Україні, у Менському районі Чернігівської області. Ліва притока Снові (басейн Дніпра).

## Опис
Довжина річки 10 км., похил річки — 0,8 м/км. Площа басейну 113км².

## Розташування
Бере початок на південному заході від Кам'янки. Тече переважно на північний захід через село Бігач і впадає у річку Снову, праву притоку Десни.